# Ексидеј (Дордоња)
Ексидеј (фр. Excideuil) насеље је и општина у југозападној Француској у региону Аквитанија, у департману Дордоња која припада префектури Периже.
По подацима из 2011. године у општини је живело 1184 становника, а густина насељености је износила 235,86 становника/km². Општина се простире на површини од 5,02 km². Налази се на средњој надморској висини од 150 метара (максималној 253 m, а минималној 140 m).

## Демографија
| 1962. | 1968. | 1975. | 1982. | 1990. | 1999. | 2011. |
| ----- | ----- | ----- | ----- | ----- | ----- | ----- |
| 1.578 | 1.660 | 1.663 | 1.535 | 1.414 | 1.318 | 1.184 |

График промене броја становника у току последњих година